# ادوارد رابرت هریسون
ادوارد رابرت هریسون (انگلیسی: Edward Robert Harrison؛ ۸ ژانویهٔ ۱۹۱۹ – ۲۹ ژانویهٔ ۲۰۰۷) یک دانشمند در زمینه اخترشناسی اهل انگلستان بود.